# 작은거친털쥐
작은거친털쥐(Neacomys minutus)는 비단털쥐과 거친털쥐속에 속하는 남아메리카 설치류이다. 브라질에서 발견된다.